# 누얼 바이커리
누얼 바이커리(위구르어: أنۇر بەكرى, 중국어 간체자: 努尔·白克力, 정체자: 努爾·白克力, 병음: Nǔ'ěr Báikèlì, 1961년 8월 9일 ~ ) 또는 누르 베크리는 중화인민공화국의 정치인이다. 신장 위구르 자치구 우루무치시 시장과 신장 위구르 자치구 정부 주석을 역임한 후 중화인민공화국 국가발전개혁위원회 부주임 겸 국가에너지국 국장을 지냈다.

## 생애
누얼 바이커리는 1961년 신장 위구르 자치구 보러시에 있는 카자흐스탄 인근 국경 마을에서 태어났다. 한때 한족 교육을 받았으며 1978년 고등학교 입학 1년만에 뛰어난 성적으로 신장대학 정치학과에 입학했다.  1982년 12월, 중국 공산당에 입당했고 졸업 후에 정치와 사회 봉사 활동을 위해 공산당 청년동맹에 들어가 신장대학 공청단 부서기와 서기, 선전부장 등을 지냈고 산시사범대학에서 연수를 받았다. 이후 중국공산당교 3년제 대학원 수업을 들었다. 1993년 누얼 바이커리는 지방 정부에 들어가 위구르 자치구 카스 지구 행정공서 전임조리와 부전임을 거쳐 신장위구르 자치구 인민정부 부비서장과 우루무치시 시위원회 부서기, 우루무치시 인민정부 부시장, 시장 대리, 시장 등을 역임했다. 1998년 누얼 바이커리는 당시 중국 성과 자치구 수도의 시장 중에서 가장 젊은 시장 중 하나였다.
2000년 12월부터 신장 위구르 자치구 당 위원회와 자치구 인민정부 상임위원회 위원과 정치법률위원회 부서기, 자치구 당 위원회 부서기 등을 역임했으며 2007년 11월 중국공산당 17기 전국대회에서 중앙후보위원으로 선출되었다. 2008년 1월, 자치구 인민정부 주석으로 선출되었고. 2개 언어로 교육을 실시하는 "쌍어학교" 정책을 추진했다. 이 정책을 통해 2008년말 236만 소수 민족 학생들 중 60여 만명이 2개 언어로 교육을 받았다. 2012년 11월, 중국공산당 19기 전국대회에서 중앙위원으로 선출되었고 2013년 제12차 인민대표대회 제1차 회의에서 신장 위구르 자치구 정부 주석으로 선출되었다. 2014년 12월, 누얼 바이커리는 중화인민공화국 국가발전개혁위원회 부주임 겸 국가에너지국 국장으로 일을 시작하였고 2015년 1월 공식적으로 선출되었다.
2018년 9월 부패 혐의로 조사를 받았고, 한 달 후인 10월 에너지국 국장에서 물러났다.